# Chạy đâu cho thoát
Chạy đâu cho thoát (tiếng Hàn: 베테랑; Romaja: Beterang; tiếng Anh: Veteran) là bộ phim hài hành động Hàn Quốc năm 2015 do Ryoo Seung-wan làm biên kịch và đạo diễn. Thu hút 13,4 triệu lượt xem, trở thành bộ phim có doanh thu cao thứ ba mọi thời đại trong lịch sử điện ảnh Hàn Quốc. Chạy đâu cho thoát cũng giành được giải thưởng Casa Asia tại Liên hoan phim Sitges. Phim kể về cảnh sát Seo Do-cheol (Hwang Jung-min đóng) rơi vào những tình huống khó khăn, nguy hiểm không chỉ với bản thân anh mà còn gia đình khi đương đầu với thiếu gia Jo Tae-oh (Yoo Ah-in đóng) lắm tiền và nhiều chiêu để bao che những tội ác kinh khủng của gã. Đồng hành cùng anh là sự hỗ trợ hết mình từ sếp trực tiếp và đặc biệt là dàn cấp dưới hết lòng tận tụy và có phong cách "bá đạo" không-giống-ai khi lâm trận truy đuổi tội phạm.

## Nội dung
Cảnh sát Seo Do-cheol là người cứng rắn và tàn nhẫn khi nói đến tội phạm. Trong khi điều tra vụ án cao cấp, Seo phát hiện ra rằng tên triệu phú trẻ kiêu ngạo Jo Tae-oh - người thừa kế thế hệ thứ ba của tập đoàn Sinjin - đang che giấu những hành vi phạm tội bằng tiền. Tuy nhiên, cho dù nhóm của Seo có truy đuổi hắn như thế nào, Jo luôn luôn trốn thoát bằng sự giàu có và các mối liên hệ của hắn.
Seo Do-cheol là một thám tử cảnh sát cứng rắn, người điều tra vụ tự sát của một tài xế xe tải tên Bae, anh biết được từ con trai của Bae rằng Jo Tae-oh, người thừa kế thế hệ thứ ba của tập đoàn Sinjin hùng mạnh, đã hành hung Bae khi Bae đến đòi tiền lương. Đích thân Do-cheol bắt đầu cuộc điều tra, khiến Tae-oh tức giận. Sau đó, Tae-oh dùng ảnh hưởng của mình để buộc Do-cheol xử lý một vụ án khác. Hắn cũng cố gắng hối lộ vợ của Do-cheol với sự giúp đỡ của Trưởng phòng Choi Dae-woong, nhưng cô từ chối. Do-cheol đe dọa Tae-oh sau khi biết chuyện này.
Do-cheol nhờ một phóng viên đăng tin nhưng vô ích. Tae-oh thuê nhà thầu hậu cần tên Jeon ám sát Do-cheol, đồng thời khiến Bộ Nội vụ thẩm vấn anh nhưng anh được Đội trưởng Oh cứu kịp thời. Do-cheol thoát khỏi âm mưu ám sát của Jeon và một cảnh sát trẻ bị đâm. Tận dụng cơ hội này, Do-cheol và nhóm của anh tìm ra bằng chứng và được phép điều tra chống lại Tae-oh, nhưng bố của Tae-oh và Chủ tịch Jo đã buộc Dae-woong nhận tội thay. Với sự giúp đỡ của các đồng nghiệp, Do-cheol biết rằng Bae đã bị giết sau khi anh ta cố gắng trả thù Tae-oh vì đã hành hung anh ta, và Tae-oh đã ngụy tạo thành một vụ tự sát.
Sau khi hỏi thăm Dae-woong, Do-cheol biết được Tae-oh đang có ý định trốn sang Singapore. Trước khi đi, Tae-oh tổ chức một bữa tiệc nơi hắn gặp bạn gái cũ Jeong Da-hye (người đang mang thai con của hắn) và cố gắng giết cô khi cô chọc giận hắn. Nhóm của Do-cheol lên kế hoạch bắt Tae-oh vì tội hành hung bạn gái hắn, và các cảnh sát phải chiến đấu với các vệ sĩ của Tae-oh. Sau một cuộc rượt đuổi bằng ôtô, Do-cheol và Tae-oh đánh tay đôi giữa khu phố đông người. Mặc dù bị thương nặng, Do-cheol vẫn bắt được Tae-oh, người sau đó bị đưa ra xét xử tại Tòa án Tối cao cùng với Dae-woong và bị kết án tù. Trong bệnh viện, Do-cheol dần hồi phục và sẽ sớm trở lại công việc.

## Diễn viên
- Hwang Jung-min vai Seo Do-cheol
- Yoo Ah-in vai Jo Tae-oh
- Yoo Hae-jin vai Choi Dae-woong
- Oh Dal-su vai Đội trưởng Oh
- Jang Yoon-ju vai Hoa hậu Bong
- Kim Shi-hoo vai Thám tử Yoon
- Oh Dae-hwan vai thám tử Wang
- Jung Woong-in vai Tài xế Bae
- Jung Man-sik vai Trưởng Jeon
- Song Young-chang vai Chủ tịch Jo
- Jin Kyung vai Joo-yeon
- Yoo In-young vai Jeong Da-hye
- Park So-dam vai "người trẻ nhất"
- Lee Dong-hwi vai Yoon Hong-ryeol
- Bae Sung-woo vai Chủ sở hữu xe hơi đã qua sử dụng
- Chun Ho-jin vai Trưởng phòng điều tra cấp cao khu vực
- Jang So-yeon vai Vợ của lái xe Bae
- Kim Jae-hyeon vai Người con của Bae
- Park Jong-hwan vai Đội trưởng Yang
- Uhm Tae-goo vai Vệ sinh của Jo Tae-oh
- Park Ji-hoon vai Quản lý an ninh
- Shin Seung-hwan vai phóng viên Park
- Yeo Ho-min vai Giám đốc Kim
- Lee Ye-won vai Người tạo kiểu tóc của Jo Tae-oh 2
- Park Ji-joon vai Phóng viên tin tức (giọng nói)
- Ahn Gil-kang vai Cảnh sát trưởng thẩm phán (cameo)
- Ma Dong-seok vai Anh đô vật mặc đồ thể thao (cameo)
- Kim Eung-soo vai Tư vấn Jeong (cameo)

## Phòng vé
Chạy đâu cho thoát trình chiếu ở Hàn Quốc ngày 05/08/2015. Thu về 21.7 triệu ₩ (tương đương 18,6 triệu US $) từ 2,75 triệu lượt xem trong 5 ngày đầu phát hành. Vào ngày 6 tháng 11, đã thu về 92.077.504 đô la Mỹ từ 13.411.343 lượt xem và hiện là bộ phim có doanh thu cao thứ 3 mọi thời đại trong lịch sử điện ảnh Hàn Quốc.

## Phần sau
Ryoo Seung-wan và công ty sản xuất Filmmaker R & K đã xác nhận rằng họ đã đồng ý thực hiện một phần tiếp theo, có khả năng sẽ vào các rạp trong vòng hai đến ba năm.